# Emmy Internacional 1994
A 22.ª cerimônia de entrega dos International Emmys (ou Emmy Internacional 1994) aconteceu em 21 de novembro de 1994, no Hotel New York Hilton Midtown em Nova York, Estados Unidos, e teve como apresentador o ator britânico Peter Ustinov.

## Cerimônia
A rede britânica BBC foi a grande vencedora na cerimônia dos Emmys internacionais de 1994, com cinco prêmios - mais do que qualquer outra emissora ganhou em um único ano. A comédia Absolutely Fabulous, estrelada por Joanna Lumley e Jennifer Saunders, dividiu o prêmio de melhor programa artes populares com Red Dwarf, estrelado por Craig Charles e Chris Barrie. Os outros vencedores da noite foram o telefilme The Bullion Boys  de David Jason, que ganhou como de série de drama, o documentário Life in the Freezer, e a versão de Peter and the Wolf, narrado pelo roqueiro Sting.
A Academia Internacional premiou o Channel 4 com o Emmy Founders Award pela série Film On Four, que foi entregue a Michael Grade, executivo-chefe do canal, e Helmut Thoma, diretor da RTL Television com o Emmy Directorate Award.

## Vencedores
| Categoria                       | Vencedor                      | País        | Rede       |
| ------------------------------- | ----------------------------- | ----------- | ---------- |
| Melhor Série de Drama           | The Bullion Boys              | Reino Unido | BBC        |
| Melhor Documentário             | Life in the Freezer           | Reino Unido | BBC        |
| Melhor Performance Artística    | Peter and the Wolf            | Reino Unido | BBC        |
| Melhor Programa de Arte Popular | Red Dwarf Absolutely Fabulous | Reino Unido | BBC        |
| Melhor Programa Infanto-juvenil | Insektors                     | França      | Canal Plus |

## Múltiplas vitórias
Por país
| N.º de vitórias | País        |
| --------------- | ----------- |
| 5               | Reino Unido |